# La Cortinoia
La Cortinoia és una masia d'Arbúcies (Selva) inclosa a l'Inventari del Patrimoni Arquitectònic de Catalunya.

## Descripció
La Cortinoia és una casa de dues plantes i vessant a façana, d'estructura rectangular, amb un cos afegit en un extrem, de vessants a laterals, que correspondria a la pallisa i estables, actualment reformat i fet habitable. Les obertures d'aquest cos, per la part de darrere són amb llinda de fusta i algunes envoltades de rajols.
Quant a la casa principal, originària del segle xviii, les obertures, porta i finestres són quadrangulars amb llinda monolítica. Destaquen a l'entrada principal, els tres esglaons de pedra que donen accés a la casa. Al costat i adossat al mur, hi ha una aixeta amb una mena de pica allargassada de pedra.
Al davant del mas, i exempta, hi ha un altre edificació: l'antiga masoveria. Es tracta d'una casa de planta rectangular, dos pisos i amb coberta a una sola vessant. Té les obertures quadrangulars i envoltades de pedra i maó. El parament tampoc es troba arrebossat i segurament és de construcció més moderna que la casa principal. Destaquen els dos contraforts en una de les parets laterals i es pot apreciar que han estat reformats, així com part de tota la casa.

## Història
La primera notícia del mas és de 1542, ens apareix com a censalista del Regàs en el seu Manual. Al 1571 trobem que la senyoria pertany a Francesc Regàs per compra a Pere de Billena, en aquest moment s'esmenta com a pertanyent a les possessions del mas Vidal.
Apareix documentada en el Cadastre de 1800 i seguidament en el llistat de les cases de pagès del rector de la parròquia del 1826.
En el padró de 1883 hi consta una família d'onze persones, en el de 1940 apareixen dues famílies, cadascuna de quatre membres. També es troba en el mapa de Juli Serra de 1890.
En l'amillarament de 1935 Trinitat Mª Oms Ruyra declara els límits del mas: a orient amb terres del mas Vidal, a migdia amb honors del mas Cortina i a ponent i nord amb terrenys del mas Vidal.